# Краєзнавство
Краєзна́вство — збір, накопичення і популяризація відомостей про певну територію з різних точок зору: географії, геології, метеорології, рослинного і тваринного світу, населення, господарства, історії, культури тощо. Є також суспільним рухом.
Існує кілька визначень цього терміна.
Зокрема, географ Олександр Барков вважав, що краєзнавство — це комплекс наукових дисциплін, різних за змістом і методами дослідження, таких, що ведуть до єдиної мети — наукового і всебічного пізнання краю.
За визначенням географа Лева Берга: Краєзнавство — це мала географія.
За визначенням, яке побутувало у 1930-х: Краєзнавство — суспільний рух, який об'єднує місцеве населення, що активно бере участь у соціалістичному будівництві краю на основі його всебічного вивчення.

## Форми краєзнавства

Форми краєзнавства